# Baile de tarde
Baile de tarde es una pintura al óleo realizada por Ramón Casas en 1896 en Barcelona y que actualmente pertenece a la Colección Círculo del Liceo de Barcelona.
Ramón Casas plantea de nuevo un tema de crónica social en el que aparecen un número considerable de figuras, aunque en esta ocasión no se trata propiamente de una multitud como Las regatas, Garrote vil o Embarque de tropas, pintadas en el mismo año, sino que aquí el artista detalla las figuras, dándoles un carácter más anecdótico. Este conjunto de pinturas, que junto a obras posteriores como La carga y Procesión del Corpus de la Iglesia de Santa María, que forman una serie excepcional dentro de la trayectoria del pintor, y muestran su facilidad para pasar de un tema a otro y utilizar formatos reducidos o de grandes dimensiones, consiguiendo siempre un efecto diferente.
Esta sería la primera pintura de Casas que formó parte de la colección del Círculo del Liceo, entidad que unos años después le encargaría la decoración de una de sus salas, el llamado Salón del fumador, para quien el artista realizó entre 1901 y 1902 doce paneles de temas relacionados con la música, y que en 1907 le adquirió La Sargantain, obra maestra del pintor.